# Radiation and Environmental Biophysics
Radiation and Environmental Biophysics is een internationaal, aan collegiale toetsing onderworpen wetenschappelijk tijdschrift over de
biofysica van straling.
De naam wordt in literatuurverwijzingen meestal afgekort tot Radiat. Environ. Biophys. Het verschijnt 4 keer per jaar.
Het tijdschrift is opgericht in 1963 onder de naam Biophysik en was toen Duitstalig.